# Пригородный сельский округ (Северо-Казахстанская область)
Пригородный сельский округ (каз. Пригородный ауылдық округі) — административная единица в составе Мамлютского района Северо-Казахстанской области Казахстана. Административный центр — село Покровка. Аким сельского округа — Бакеев Нуркан Болатович.
Население — 1046 человек (2009, 1255 в 1999, 1433 в 1989).
В сельском округе имеется 2 школы, 2 мини-центра для детей дошкольного возраста, 2 библиотеки, фельдшерско-акушерский пункт, медицинский пункт.
В округе работают 6 товариществ с ограниченной ответственностью, 17 фермерских хозяйств, 35 индивидуальных предпринимателей, 16 субъектов малого и среднего бизнеса.
В советские времена в состав сельского округа входили также села Кондратовка, Боровское и станционный поселок Остановочный пункт 2603 км, которые были переданы в состав Бишкульского района. Село Мулянка было ликвидировано в 2000-е годы.

## Состав
В состав округа входят такие населенные пункты:
| Населенный пункт                                | Население, человек (1989) | Население, человек (1999) | Население, человек (2009) |
| ----------------------------------------------- | ------------------------- | ------------------------- | ------------------------- |
| Красный Октябрь, село                           | 180                       | 128                       | 25                        |
| Мулянка, село                                   | 40                        | 13                        | -                         |
| Остановочный пункт 2591 км, станционный поселок | 42                        | 34                        | 19                        |
| Покровка, село                                  | 1171                      | 1093                      | 1002                      |